# Amerikaanse Maagdeneilanden op de Olympische Zomerspelen 1988
De Amerikaanse Maagdeneilanden namen deel aan de Olympische Zomerspelen 1988 in Seoel, Zuid-Korea. Het was de vijfde deelname aan de Olympische Zomerspelen. Voor het eerst werd er een medaille behaald. Deze prestatie werd geleverd door de zeiler Peter Holmberg die in de finn klasse de zilveren medaille won.
De zeiler John Foster sr was de eerste deelnemer uit de Amerikaanse Maagdeneilanden die voor de vierde keer aan de Spelen deelnam, vijf deelnemers namen voor de tweede keer deel.

## Medailleoverzicht
| Sport  | Olympiër       | Discipline  | Medaille |
| ------ | -------------- | ----------- | -------- |
| Zeilen | Peter Holmberg | finn klasse | Zilver   |

## Deelnemers en resultaten
(m) = mannen, (v) = vrouwen 

### Atletiek
| Olympiër (deelname) | Discipline   | Resultaat | Prestatie                                       |
| ------------------- | ------------ | --------- | ----------------------------------------------- |
| Neville Hodge       | 100m (m)     | 62e       | serie 3: 5e in 10,73                            |
| Jimmy Flemming      | 100m (m)     | 60e       | serie 10: 6e in 10,70                           |
| Jimmy Flemming      | 200m (m)     | 29e       | serie 9: 3e in 21,33 kwartfinale 1: 6e in 21,23 |
| Desai Wynter        | 400m (m)     | 53e       | serie 7: 8e in 48,39                            |
| Calvin Dallas       | marathon (m) | 77e       | 2:42.19                                         |
| Marlon Williams     | marathon (m) | 81e       | 2:44.40                                         |
| Marlon Williams     | marathon (m) | 88e       | 2:52.06                                         |
|                     |              |           |                                                 |
| Ruth Morris         | 200m (v)     | 42e       | serie 2: 6e in 24,51                            |
| Ruth Morris         | 400m (v)     | 38e       | serie 6: 6e in 55,60                            |

### Paardensport
| Olympiër     | Discipline           | Resultaat | Prestatie                                                              |
| ------------ | -------------------- | --------- | ---------------------------------------------------------------------- |
| Eric Brodnax | eventing individueel | 35e       | 417.80 pnt. (dressuur: 74.20 / crosscountry: 333.60 / springen: 10.00) |

### Schietsport
| Olympiër       | Discipline                 | Resultaat | Prestatie |
| -------------- | -------------------------- | --------- | --- |
| Bruce Meredith | 50m geweer 3 houdingen (m) | 47e       | 1141 punten liggend: 397 (100 - 100 - 99 - 98) knielend: 380 (93 - 98 - 95 - 95) staand: 364 (89 - 93 - 90 - 92) |
| Bruce Meredith | 50m geweer liggend (m)     | 50e       | 586 punten (99 - 98 - 98 - 93 - 100 - 98)                                                                        |

### Wielersport
| Olympiër           | Discipline       | Resultaat | Prestatie |
| ------------------ | ---------------- | --------- | --------- |
| Stephanie McKnight | wegwedstrijd (v) | 48e       | 2:01.50   |

### Zeilen
| Olympiër (deelname)           | Discipline      | Resultaat | Prestatie                                              |
| ----------------------------- | --------------- | --------- | ------------------------------------------------------ |
| Luke Baldauf                  | plankzeilen (m) | 24e       | 174 pnt. (31 - 31 - 36 - 28 - 52 - 27 - 21 = 226 pnt.) |
| Peter Holmberg                | finn klasse (m) | Zilver    | 40,4 pnt. (23 - 5,7 - 40 - 0 - 5,7 - 3 = 80,4 pnt.)    |
|                               |                 |           |                                                        |
| John Foster sr John Foster jr | star klasse     | 20e       | 137 pnt. (23 - 23 - 26 - 24 - 24 - 21 - 22 = 163 pnt.) |
| Jean Braure Hans Reiter       | tornado klasse  | 22e       | 166 pnt. (27 - 29 - 26 - 27 - 27 -30 = 196 pnt.)       |

### Zwemmen
| Olympiër                                                          | Discipline            | Resultaat | Prestatie              |
| ----------------------------------------------------------------- | --------------------- | --------- | ---------------------- |
| Hans Foerster                                                     | 50m vrije slag (m)    | 44e       | serie 4: 5e in 24,72   |
| Ronald Pickard                                                    | 50m vrije slag (m)    | 47e       | serie 3: 2e in 25,01   |
| Hans Foerster                                                     | 100m vrije slag (m)   | 54e       | serie 3: 2e in 54,29   |
| Ronald Pickard                                                    | 100m vrije slag (m)   | 58e       | serie 4: 5e in 54,72   |
| Hans Foerster                                                     | 200m vrije slag (m)   | 58e       | serie 1: 2e in 2.01,94 |
| Kristan Singleton                                                 | 200m vrije slag (m)   | 59e       | serie 1: 3e in 2.06,45 |
| Kraig Singleton                                                   | 100m schoolslag (m)   | 55e       | serie 2: 7e in 1.11,68 |
| Kraig Singleton                                                   | 100m schoolslag (m)   | 49e       | serie 1: 3e in 2.36,45 |
| Kristan Singleton                                                 | 100m vlinderslag (m)  | 44e       | serie 2: 6e in 1.00,97 |
| William Cleveland                                                 | 100m vlinderslag (m)  | 45e       | serie 2: 7e in 1.10,37 |
| Kristan Singleton                                                 | 200m vlinderslag (m)  | 40e       | serie 4: 4e in 2.19,68 |
| William Cleveland                                                 | 200m vlinderslag (m)  | 39e       | serie 3: 2e in 2.13,19 |
| Kraig Singleton                                                   | 200m wisselslag (m)   | 46e       | serie 2: 3e in 2.16,93 |
| Hans Foerster Kristan Singleton Kraig Singleton William Cleveland | 4x100m vrije slag (m) | 18e       | serie 1: 6e in 3.43,23 |
| Hans Foerster Ronald Pickard Kristan Singleton William Cleveland  | 4x200m vrije slag (m) | 13e       | serie 1: 8e in 8.15,51 |
| Hans Foerster Kristan Singleton Kraig Singleton William Cleveland | 4x100m wisselslag     | 24e       | serie 1: 2e in 4.15,03 |
|                                                                   |                       |           |                        |
| Tricia Duncan                                                     | 100m schoolslag (v)   | 34e       | serie 2: 2e in 1.10,37 |
| Tricia Duncan                                                     | 200m schoolslag (v)   | 30e       | serie 1: 2e in 2.33,97 |

Afghanistan · Algerije · Amerikaanse Maagdeneilanden · Amerikaans-Samoa · Andorra · Angola · Antigua en Barbuda · Argentinië · Aruba · Australië · Bahama’s · Bahrein · Bangladesh · Barbados · België · Belize · Benin · Bermuda · Bhutan · Birma · Bolivia · Bondsrepubliek Duitsland · Botswana · Brazilië · Britse Maagdeneilanden · Brunei · Bulgarije · Burkina Faso · Canada · Centraal-Afrikaanse Republiek · Chili · China · Chinees Taipei · Colombia · Congo-Brazzaville · Cookeilanden · Costa Rica · Cyprus · Denemarken · Djibouti · Dominicaanse Republiek · Duitse Democratische Republiek · Ecuador · Egypte · El Salvador · Equatoriaal-Guinea · Fiji · Filipijnen · Finland · Frankrijk · Gabon · Gambia · Ghana · Grenada · Griekenland · Groot-Brittannië · Guam · Guatemala · Guinee · Guyana · Haïti · Honduras · Hongarije · Hongkong · Ierland · IJsland · India · Indonesië · Irak · Iran · Israël · Italië · Ivoorkust · Jamaica · Japan · Joegoslavië · Jordanië · Kaaimaneilanden · Kameroen · Kenia · Koeweit · Laos · Lesotho · Libanon · Liberia · Libië · Liechtenstein · Luxemburg · Malawi · Malediven · Maleisië · Mali · Malta · Marokko · Mauritanië · Mauritius · Mexico · Monaco · Mongolië · Mozambique · Nederland · Nederlandse Antillen · Nepal · Nieuw-Zeeland · Niger · Nigeria · Noord-Jemen · Noorwegen · Oeganda · Oman · Oostenrijk · Pakistan · Panama · Papoea-Nieuw-Guinea · Paraguay · Peru · Polen · Portugal · Puerto Rico · Qatar · Roemenië · Rwanda · Saint Vincent en de Grenadines · Salomonseilanden · Samoa · San Marino · Saoedi-Arabië · Senegal · Sierra Leone · Singapore · Soedan · Somalië · Sovjet-Unie · Spanje · Sri Lanka · Suriname · Swaziland · Syrië · Tanzania · Thailand · Togo · Tonga · Trinidad en Tobago · Tsjaad · Tsjecho-Slowakije · Tunesië · Turkije · Uruguay · Vanuatu · Venezuela · Verenigde Arabische Emiraten · Verenigde Staten · Vietnam · Zaïre · Zambia · Zimbabwe · Zuid-Jemen · Zuid-Korea · Zweden · Zwitserland